# Micromorphus spatulipes
Micromorphus spatulipes är en tvåvingeart som beskrevs av Octave Parent 1937. Micromorphus spatulipes ingår i släktet Micromorphus och familjen styltflugor.
Artens utbredningsområde är Zimbabwe. Inga underarter finns listade i Catalogue of Life.